# Sante Spigarelli
Sante Spigarelli (* 31. Oktober 1943 in Sigillo) ist ein italienischer Bogenschütze.
Spigarelli nahm an drei Olympischen Spielen teil; 1972 in München beendete er den Wettkampf im Bogenschießen auf Rang 35; vier Jahre später war er als Zehnter erheblich erfolgreicher; bei den Spielen 1980 in Moskau beendete er die Einzelkonkurrenz auf Platz 14.
1976 war er Vize-Europameister; 1977 wurde er mit dem Team Silbermedaillengewinner der Weltmeisterschaften; zehn Jahre später Indoor-Team-Weltmeister mit dem Compound-Bogen. Mehrfach war er Weltrekordhalter.
Spigarelli betreibt ein Unternehmen rund um den Bogenschieß-Sport. Auch als Autor trat er in Erscheinung.